# 倉敷緞通

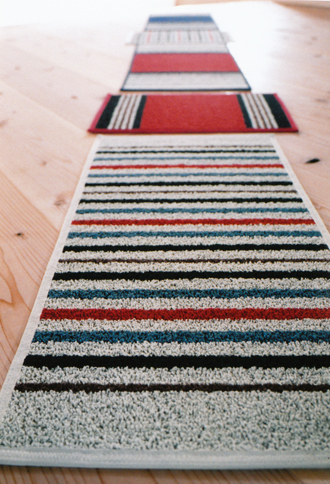
倉敷緞通

倉敷緞通（くらしきだんつう）は、岡山県倉敷市で作られている敷物。

## 概要
岡山県倉敷市周辺は昔から全国的にもイグサ栽培が盛んで、江戸時代から畳表などが作られていた。明治時代には花ござがアメリカに輸出され人気を博していたが、粗製乱造や納期不確実の為に次第に売り上げが伸び悩み、昭和時代初期には苦境に陥ってしまう。その頃、倉敷市早島町で花ござ製造に従事し、発明家でもあった矢吹貫一郎が外国人の嗜好にも合い、かつ日本の和洋折衷の建物にも合う敷物として金波織を考案する。この金波織が倉敷緞通の前身にあたる。
1932年、倉敷で濱田庄司が個展を開いた際、柳宗悦も同地を来訪する。その二人に大原孫三郎の侍医であった三橋玉見が金波織を見せたところ、柳はこれを非常に気に入り、以降様々な指導を加えていく。当時はまだ無地のものしかなかった緞通に、柳は縞柄を加えさせ、その図案を芹澤銈介に依頼した。柳は倉敷緞通の名付け親でもある。
倉敷緞通は、倉敷特産の工芸品として日本国内で人気が上がり、海外輸出も盛んになった。1950～60年代に最盛期を迎えたが、原材料価格の高騰、職人の高齢化などの要因が重なり、1986年に生産が停止した。
1991年、緞通の復興を目指して伝統産業復興研究所が発足し、翌年には瀧山雄一が同研究所のプロジェクトに参加、瀧山の手によって1993年に生産が再開した。2013年時点で、瀧山が倉敷緞通の唯一の継承者とされる。